# Josef Esch (Bauunternehmer)
Josef Antonius Esch (* 8. Oktober 1956 in Troisdorf) ist ein deutscher Bauunternehmer und Anbieter von Immobilienfonds sowie Immobilienentwickler. Die meisten Projekte realisierte er in Zusammenarbeit mit der Privatbank Sal. Oppenheim. Nach dem Tod des Bankiers Alfred Freiherr von Oppenheim im Januar 2005 galt Esch als „faktischer Beherrscher des Bankhauses“. Esch wurde wegen wirtschaftskrimineller Handlungen zu einer Geldstrafe verurteilt.

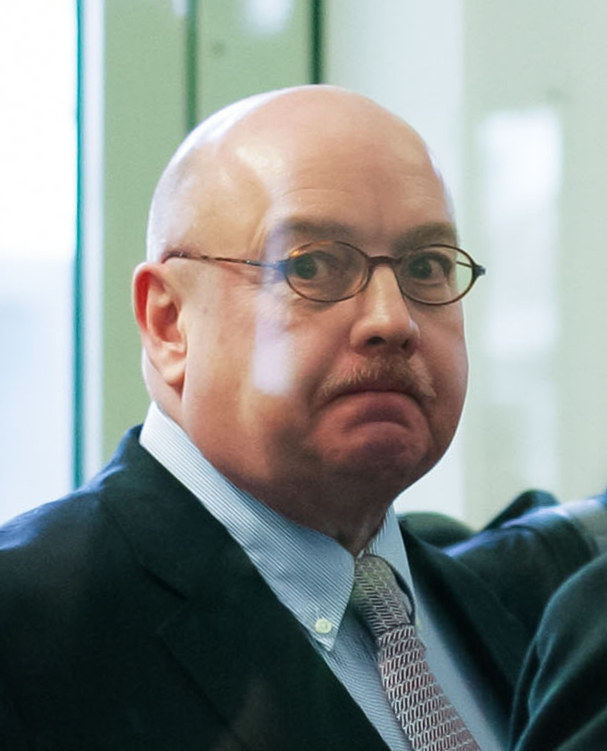
Josef Esch (2013)

Aufgrund zweifelhafter Finanzierungen geriet die Bank im Jahr 2009 in eine schwere Unternehmenskrise. Nach der anschließenden Übernahme durch die Deutsche Bank im Oktober 2009 beendete Sal. Oppenheim die Zusammenarbeit mit Josef Esch. Seither beschäftigen sich deutsche Gerichte mit einer Vielzahl von Wirtschaftsprozessen, in denen diese Partnerschaft aufgearbeitet wird.

## Karriere
Josef Esch ist der Sohn des Bauunternehmers Christian Esch (1914–1986). Er arbeitete als Schulkind auf den Baustellen seines Vaters. 1971 schloss er die Volksschule ab. Nach einer Lehre als Maurer bis 1974 wurde Esch jüngster Polier Deutschlands. 1980 bestand er die Meisterprüfung. Nach dem Tod des Vaters im Jahr 1986 übernahm er zusammen mit seinem Bruder Matthias das Unternehmen. Josef kümmerte sich fortan um die Finanzierung, Matthias um die bauliche Umsetzung der Projekte. Dabei konnte er zunächst wohlhabende Kunden als Investoren für so genannte Bauherrenmodelle gewinnen. Im Jahre 1991 gründete er die Josef Esch Vermögensverwaltung GmbH.

### Zusammenarbeit mit Sal. Oppenheim
Über Matthias Graf von Krockow und dessen Schwiegermutter, die Miteigentümerin von Sal. Oppenheim Karin von Ullmann, erlangte Josef Esch Kontakt zu den Gesellschaftern der Privatbank Sal. Oppenheim. Vorher hatte Lothar Ruschmeier, Anfang der 1980er Jahre Fraktionsvorsitzender der SPD in Troisdorf (bei Bonn), dem Sitz der Esch-Gruppe, kommunale Immobilienprojekte mit dem Parteigenossen Josef Esch organisiert. Danach ging Ruschmeier als Sozial- und Jugenddezernent nach Köln, wo er im Oktober 1989 Oberstadtdirektor wurde und mit Esch die Köln-Arena/Stadthaus einfädelte, nachdem ein Konsortium von Kölner Banken unter Führung der WestLB eine klassische Bankfinanzierung als zu riskant abgelehnt hatte. Ab 1989 verwirklichte Esch gemeinsam mit dem Bankhaus regelmäßig Immobilienprojekte, die jährliche Renditen von bis zu 25 Prozent erbrachten.
Die Zusammenarbeit wurde durch die Oppenheim-Esch-Holding GbR vertieft, die 1992 als Joint Venture zwischen Josef Esch und Sal. Oppenheim mit einer Beteiligungsquote von je 50 % entstand, nachdem beide Partner gegenseitige Geschäftsmöglichkeiten identifiziert hatten. Die Holding fungierte als geschäftsleitende Holding von geschlossenen Immobilienfonds. Am 1. Oktober 1993 konnte Esch seinen ersten Fonds für einen Bürokomplex in Düsseldorf-Grafenberg gründen. Im Jahr 2005 waren es bereits mehr als 60 unterschiedliche Fonds, die an den exklusiven Kundenstamm des Bankhauses vertrieben wurden. Kritiker beanstandeten, dass Esch bis zur Übernahme der Privatbank durch die Deutsche Bank im März 2011 massiven Einfluss auf die Geschäftspolitik der Bank nahm, ohne dort irgendeine offizielle Funktion innegehabt zu haben. Esch unterhielt im Bankhaus ein eigenes Büro und nahm ohne Mandat – als persönlicher Freund von Matthias Graf von Krockow – an den Gesellschafterversammlungen teil.
Danach ging Esch regelmäßig mit der gleichen Struktur vor. Die Immobilienfonds erhielten die Rechtsform der Kommanditgesellschaft oder GbR, wobei die Kapitalanleger als steuerbegünstigte Kommanditisten und die Holding als Komplementär fungierten. Die Immobilien wurden entweder noch gebaut oder bestanden bereits. Die Gesamtkosten beinhalteten so genannte „weiche Kosten“ („Soft-Kosten“ für Planung, Vertrieb oder Mietersuche), die teilweise bis zu 40 % der Gesamtkosten ausmachten. Die Immobilien wurden anschließend über Zeiträume von 10 bis 30 Jahren an namhafte Ankermieter vermietet, die vorhandenen Mietrisiken teilweise durch Mietgarantien öffentlicher Einrichtungen wie der Stadtsparkasse Köln (Coloneum) oder Stadt Köln (Kölnmesse) abgesichert. Die vermögenden Kommanditisten akquirierte Sal. Oppenheim aus eigenem Kundenkreis und kreditierte die Kommanditanteile zur Beleihungsgrenze von 60 % ihres Beleihungswerts. Unter den Kommanditisten befanden sich einmalig oder wiederkehrend Hubertus Benteler, Alfred Neven DuMont, Heinz-Horst Deichmann, Oetker, Haniel, Familie Boquoi, oder Maxdata-Gründer Holger Lampatz. Oppenheim übernahm auch die Vorfinanzierung der gemeinsamen Fonds. Für die 2009 verstorbene Karin von Ullmann, wie für viele andere seiner Kunden, trat Esch als persönlicher Vermögensverwalter mit weitreichenden Vollmachten auf. Auch bei Madeleine Schickedanz und Thomas Middelhoff kümmerte er sich persönlich um familiäre Angelegenheiten. Insgesamt legte Esch sukzessive 72 geschlossene Immobilienfonds mit einem Wert von Euro 4,5 Mrd. auf. Zwischen 2000 und 2008 wurden von der Holding jährlich 80 Millionen Euro Gewinn an Oppenheim abgeführt.

### Schädigung der Stadt Köln
Das Geschäftsmodell mehrerer Esch-Fonds bestand darin, Immobilienprojekte mit dem (oft kreditfinanzierten) Kapital der Fondskunden zu verwirklichen und die Einnahmen durch Mietgarantien der öffentlichen Hand oder durch die Sparkasse KölnBonn absichern zu lassen.
Die bekanntesten Projekte der Oppenheim-Esch-Fonds sind:
- Die Fernsehstudios in Köln-Ossendorf und Hürth. Mieter des Kölner Studios ist die Magic Media Company (MMC), die bis Ende 2011 auch die Hürther Hallen betrieb. Die (wechselnden) Gesellschafter der MMC waren vertraglich gegenüber dem Fonds an Mieteinstandsverpflichtungen gebunden. Zwanzig Prozent der Anteile hielten die Brüder Bernd und Helmut Breuer, die sie 2004 mitsamt umfangreicher finanzieller Verpflichtungen an die Lana Beteiligungsgesellschaft mbH, eine Tochter der Sparkasse KölnBonn übertrugen. Aufgrund von Eigenmächtigkeiten des damaligen Vorstandsvorsitzenden der Sparkasse Gustav Adolf Schröder wurden MMC-Gesellschafter von den Mietgarantien zugunsten eines Oppenheim-Esch-Fonds entbunden, sodass in Folge bis zum Jahr 2008 ein daraus resultierender Verlust zwischen 80 und 100 Millionen Euro entstand.[4][17]
- die Lanxess Arena samt Mantelbebauung (Stadthaus) und Parkhaus. Der Mietvertrag für zwei angegliederte Verwaltungsgebäude wurde zwischen Esch und dem damaligen Oberstadtdirektor Lothar Ruschmeier ausgehandelt und gilt als deutlich überteuert.[18] Ruschmeier wurde später Teilhaber und Geschäftsführer der Oppenheim-Esch-Holding GbR.[19]
- die Nordhallen der Kölner Messe. Der Auftrag zum Bau wurde ohne öffentliche Ausschreibung an Esch vergeben. Auch hier vergab die Sparkasse Mietgarantien an den Fonds. Aufgrund der hohen Mieten machte die Koelnmesse im Jahr 2010 einen Rekord-Verlust in Höhe von 34 Millionen Euro.[20] Nach einem Urteil des Kölner Landgerichts[21] zahlte der Oppenheim-Esch-Fonds Schmiergeld an Mitarbeiter der Sparkasse KölnBonn.[22] Im Oktober 2009 entschied der EuGH,[23] dass der Bau der Kölner Messehallen gegen das in Art. 7 Abs. 4 und Art. 11 Richtlinie 93/37/EWG vom 14. Juni 1993 kodifizierte EU-Vergaberecht verstößt und verpflichtete die Stadt Köln zur Rückabwicklung oder Strafzahlung.

Diese Geschäftsprinzipien wurden 2005 im WDR-Film Milliarden-Monopoly öffentlich gemacht. In dem Film kritisiert der ehemalige Kölner Regierungspräsident Franz-Josef Antwerpes:

„Und wenn man bedenkt, dass in dem Vertrag genau das Gegenteil drinsteht als das, was der Rat beschlossen hat. Der Rat hat ja wohl bei den Altlasten gesagt, die Altlasten hat der Käufer zu tragen. Und in dem Vertrag steht drin, dass die Altlasten vom Verkäufer getragen werden, dann ist das ja ein starkes Stück. Dann wurde ja der Rat gelinkt – aber nach Strich und Faden.“

Neben den Baukosten wurden den Fondskunden oft umfangreiche, intransparente Dienstleistungen in Rechnung gestellt, deren Umfang bis zu 40 Prozent der Investitionshöhe betrug. Diese Mittel flossen vermutlich direkt Josef Esch bzw. dessen Firmen zu. Die Investoren konnten die Kosten allerdings teilweise steuermindernd beim Fiskus geltend machen. 8 der 15 Eigentümer der damaligen Betreibergesellschaft der Köln-Arena gaben neben Karin von Ullmann Josef Esch Vollmachten für ihr Vermögen „über den Tod hinaus“.

### Arcandor-Pleite
Die überhöhten Mietzahlungen von fünf Karstadt-Häusern waren eine der Insolvenz-Ursachen des Arcandor-Konzerns im Juni 2009.
Im Jahr 2001 wandte sich die Quelle-Erbin Madeleine Schickedanz an Sal. Oppenheim, um mit einem Bank-Kredit über 120 Millionen Euro ihre Beteiligung am Unternehmen KarstadtQuelle (später Arcandor) zu erweitern. Schickedanz war zu diesem Zeitpunkt Hauptaktionärin des angeschlagenen Warenhaus-Konzerns, verfügte aber nach einer Erbteilung über keine Mehrheit am Unternehmen mehr.
Mit Hilfe der Bank baute Esch ab 2002 enge Kontakte zu Schickedanz und deren Ehemann Leo Herl auf. Bald ließ sich Schickedanz auch in privaten Vermögensfragen durch Esch beraten. 2002 und 2003 kaufte Esch fünf Immobilien von der KarstadtQuelle AG, ließ sie umbauen und vermietete sie zurück an die KarstadtQuelle AG. Die Mietkonditionen gelten allgemein als völlig überzogen. Für jede Immobilie wurde ein geschlossener Immobilienfonds aufgelegt.
Nachdem sich die Bankenaufsicht gegen neue Kredite für Schickedanz ausgesprochen hatte, wurden ihre Kredit-Geschäfte über die Firma ADG Allfinanz abgewickelt, um so Risiken zu verschleiern. Hinter der Firma standen außer Josef Esch die Gesellschafter Christopher Freiherr von Oppenheim, Matthias Graf von Krockow und Georg von Ullmann.
Auf Anraten von Esch holten Madeleine Schickedanz und Leo Herl im Juni 2004 Thomas Middelhoff als Aufsichtsratschef ins Unternehmen. Im Mai 2005 wurde Middelhoff Vorstandsvorsitzender des Konzerns. Middelhoff war seit 2002 über mehrere Esch-Fonds an vier Karstadt-Immobilien beteiligt.
In mehreren Interviews erklärte Schickedanz später, dass Josef Esch ihr davon abriet, Unternehmensanteile zu verkaufen, um ihre Kreditbelastung zu senken. Stattdessen hielt sie ihre Aktien auch noch, als der Essener Konzern im Jahr 2009 Konkurs anmelden musste. Mit dem Zusammenbruch der Kaufhaus-Gruppe verlor Schickedanz große Teile ihres Vermögens. Sie hat noch immer Verbindlichkeiten in Höhe von 550 Millionen Euro gegenüber der Bank. Sal. Oppenheim stürzte aufgrund der übernommenen Kreditrisiken in eine existentielle Krise und wurde kurz darauf von der Deutschen Bank gekauft. Die älteste Privatbank Deutschlands verlor damit ihre Eigenständigkeit.
Im April 2011 machte Madeleine Schickedanz erstmals bekannt, dass sie eine Schadensersatzklage gegen Esch und Sal. Oppenheim vorbereitet. Da es zwischenzeitlich zu keiner Einigung zwischen den Parteien kam, verklagte sie ihn, die Bank Sal. Oppenheim und zwölf weitere Personen bzw. Firmen im Januar 2012 auf Schadenersatz, der Prozessauftakt erfolgte dann Ende 2012 (Az: 21 O164/12). Es kam jedoch zu keinem Urteil, die Beteiligten einigten sich auf einen Vergleich, wonach ihr ein Vermögen von rund 70 Millionen Euro zugesprochen wurde, einschließlich ihres Elternhauses in Hersbruck bei Nürnberg und einer weiteren Villa im fränkischen Zirndorf, in der ihr zweiter Ehemann, der ehemalige Quelle-Chef Wolfgang Bühler, Wohnrecht auf Lebenszeit hat. Hinzu kamen Erlöse aus den Verkäufen ihres Immobilienportfolios von etwa 100 Millionen Euro.

### Firmen-Netzwerk
Im Laufe der Jahre entwickelte Esch ein umfangreiches Firmen-Netzwerk. Zusammen mit dem inzwischen verstorbenen ehemaligen Kölner Oberstadtdirektor Lothar Ruschmeier und Christopher Freiherr von Oppenheim betreibt Esch in Troisdorf-Sieglar bei Köln die Oppenheim-Esch-Holding GbR, die im Jahr 2010 Immobilienprojekte mit einem Gesamtwert von 4,5 Milliarden Euro verwaltete. Ein zentrales Unternehmen ist die Gebr. Esch Wohnbaugesellschaft mbH, an der neben Esch selbst auch von Oppenheim, Ruschmeier, sein Bruder Matthias Esch und sein Neffe Marco Esch beteiligt sind. Mit dem ehemaligen Arcandor-Vorstandschef Thomas Middelhoff und dessen Frau, sowie seiner eigenen Ehefrau Irma gründete Esch die Meav-GmbH, in der ursprünglich Middelhoffs private Immobilien untergebracht werden sollten, wozu es jedoch nicht mehr kam.
Bis 2010 gehörte Josef Esch die Charterfluggesellschaft Challenge Air mit drei Maschinen in Köln und einem Flugzeug in Paderborn, die er gemeinsam mit Matthias Graf von Krockow betrieb. Zu den wichtigsten Kunden der Fluggesellschaft gehörte Thomas Middelhoff, der allein im Jahr 2006 privat und als Arcandor-Chef Reisekosten in Höhe von rund 1,5 Millionen Euro verursachte.
Josef Esch war außerdem Mitinhaber der Firma Consulting Plus, eines Sicherheitsunternehmens mit 250 Mitarbeitern, das unter anderem Sicherheitsleute für Madeleine Schickedanz und Fahrer für Arcandor zur Verfügung stellte.

## Nach Sal. Oppenheim
Nach der Übernahme durch die Deutsche Bank (Oktober 2009) trennte sich das Bankhaus Oppenheim im März 2010 von seiner 50 %-Beteiligung an der Oppenheim-Esch-Holding GbR.
Im Dezember 2010 wurde bekannt, dass mehrere Journalisten, die über die Bank Sal. Oppenheim und den Immobilienentwickler Josef Esch berichtet hatten, systematisch durch das Umfeld der Firma Consulting Plus observiert worden sind. Die Dossiers über die Journalisten enthielten unter anderem Steckbriefe mit privaten Anschriften, Telefonnummern und Fotos aus der Privatsphäre. Betroffen waren unter anderem Sören Jensen vom Manager Magazin und Jens Gleisberg vom WDR. Im September 2012 wurde berichtet, dass die Oppenheim-Esch-Holding ihre 51-prozentige Beteiligung an Consulting Plus verkauft habe.

### Straf- und Zivilverfahren

#### Sal. Oppenheim / Karstadt
Nach dem Untergang von Arcandor und dem Verkauf der Bank Sal. Oppenheim an die Deutsche Bank gilt Esch heute bei vielen seiner ehemaligen Kunden als Persona non grata. Nach einem Bericht aus dem Jahr 2011 haben mehrere Anteilseigner von Esch-Fonds aufgrund nicht eingehaltener Zusagen gerichtliche Klagen gegen Esch bzw. Sal. Oppenheim eingereicht, darunter Thomas Middelhoff und seine Frau Cornelie, die Familie Deichmann und der Deutsche-Bank-Manager Axel Pfeil. Holger Lampatz, Familie Kreke und die Familie DuMont prüfen rechtliche Schritte.
Im Februar 2012 teilte die Kölner Staatsanwaltschaft mit, dass sie gegen Esch und vier ehemalige Gesellschafter von Sal. Oppenheim (Matthias Graf von Krockow, Christopher Freiherr von Oppenheim, Friedrich Carl Janssen und Dieter Pfundt) Anklage wegen Untreue erhoben hat. Den Angeklagten wird vorgeworfen, dem eigenen Bankhaus eine Frankfurter Luxus-Immobilie überteuert verkauft zu haben. Die Immobilie stammte aus einem Esch-Fonds, an dem die Angeklagten persönlich beteiligt waren. Weil die Mieteinnahmen des Gebäudes nicht die erhoffte Rendite erwirtschafteten, wurde das Gebäude laut Anklage gegen interne Widerstände für 70 Millionen Euro an die Bank weitergereicht. Im November 2012 wurde das Strafverfahren vor dem Landgericht Köln eröffnet (Az.: 116 KLs 2/12), der Prozessauftakt erfolgte am 27. Februar 2013. Ende April 2013 wurde ein weiteres anhängiges Strafverfahren (Az.: 112 KLs 4/13, Komplexe „ADG/Arcandor“) mit dem erstgenannten zusammengelegt, dann allerdings aus verfahrenstechnischen Gründen am 15. Oktober 2013 vorläufig eingestellt, da laut Oberstaatsanwaltschaft das umfangreiche Verfahren beschränkt werden sollte, um eine konzentrierte Hauptverhandlung zu gewährleisten. Der Vorwurf zur Beihilfe wegen Untreue gegen Esch wurde am 25. März 2015 nach § 153a StPO vom Landgericht gegen Geldauflage in Höhe von 6 Millionen Euro (davon 3 Millionen an die Staatskasse, 2 Millionen an Sal. Oppenheim und 1 Million an gemeinnützige Organisationen) eingestellt. Am 9. Juli 2015 erhielten die vier mitangeklagten Bankmanager Haftstrafen wegen schwerer gemeinschaftlicher Untreue, Esch selbst wurde wegen des fahrlässigen unerlaubten Betreibens von Bankgeschäften zu einer Geldstrafe in Höhe von 495.000 Euro verurteilt.

#### Kölner Messehallen / Coloneum
Im August 2009 wurde bekannt, dass die Kölner Staatsanwaltschaft Ermittlungsverfahren gegen den Ex-Chef der Sparkasse KölnBonn, Gustav Adolf Schröder, und gegen Esch im Zusammenhang mit dem Neubau der 2006 eröffneten Kölner Messehallen wegen „Anfangsverdacht einer Bestechung und Bestechlichkeit in einem besonders schweren Fall“ aufgenommen hat.
Im Juni 2014 wurden Schröder und Esch wegen Untreue bzw. Beihilfe zur Untreue von der Staatsanwaltschaft offiziell angeklagt.
Im September 2017 startete am Kölner Landgericht der Prozess bezüglich Untreue und Beihilfe gegen Esch, Schröder und ein weiteres Vorstandsmitglied der Sparkasse. Nach einer Klärung vor dem Oberlandesgerichts Köln wurden neun der ursprünglich 14 von der Staatsanwaltschaft angeklagten Fälle zugelassen. Aufgrund von Eigenmächtigkeiten Schröders seien MMC-Gesellschafter von den Mietgarantien des Studio- und Fernsehgeländes „Coloneum“ (zugunsten eines Oppenheim-Esch-Fonds) entbunden worden, sodass in Folge bis zum Jahr 2008 ein Verlust zu Ungunsten einer Tochter der Sparkasse in zweistelliger Millionenhöhe entstanden sein soll. In diesem Zusammenhang geht es auch um angeblich von Esch zugesagte Zuschüsse um die Verluste der Mietgarantien auszugleichen. Im Gegenzug soll sich wiederum Schröder für Esch beim Neubau der Nordhallen für die Kölner Messe starkgemacht haben.

## Tätigkeit als Bauunternehmer in Troisdorf
Josef Esch ist mit seiner Troisdorfer Firma weiterhin in der Baubranche tätig, allerdings mit "sehr vielen kleineren" Projekten als früher. Die Bilanzsumme der Josef Esch Bau GmbH & Co. KG betrug im Geschäftsjahr 2023 68,9 Millionen Euro.

## Filme
- Ingolf Gritschneder und Georg Wellmann: Reportagen der WDR-Reihe die story
  - 2005: Milliarden-Monopoly – Die verschwiegenen Geschäfte der Oppenheim-Esch-Holding, Redaktion: Gert Monheim, Erstausstrahlung: 4. Juli 2005[60]
  - 2005: Milliarden Monopoly II - ...das Spiel geht weiter, Redaktion: Gert Monheim, Erstausstrahlung: 12. Dezember 2005[61]
  - 2008: Milliarden Monopoly III – Neue Spuren im Messeskandal[62] / 
Undurchsichtige Geschäfte und Millionenverluste – Spurensuche auf dem Kölner Messegelände, Europas größte Bürobaustelle, Erstausstrahlung: 23. Juni 2008[21]
  - 2009: Beraten und verkauft – Wie Politiker und Investoren bei der Sparkasse KölnBonn abkassierten, Erstausstrahlung: 9. März 2009[63]
  - 2010: Karstadt – Der große Schlussverkauf – Wie das Warenhaus in die Pleite geriet, Redaktion: Mathias Werth und Jo Angerer, Erstausstrahlung: 24. Februar 2010[64] (DWFP 2010)[65][66][67]
  - 2011: Adel vernichtet – Der bemerkenswerte Niedergang des Bankhauses Oppenheim, Redaktion: Barbara Schmitz und Jo Angerer, Erstausstrahlung: 21. November 2011[68] (DFP 2011)
  - 2012: Oppenheim Esch im Visier der Justiz – Die Abrechnung, Erstausstrahlung: 3. Dezember 2012[69]
  - 2015: Jeder gegen jeden – Middelhoff, Karstadt und die Oppenheim-Pleite, Redaktion: Ulricke Schweizer und Jo Angerer, Erstausstrahlung: 26. Januar 2015[70]
- 2019: Der König von Köln, TV-Komödie. Regie: Richard Huber, Drehbuch: Ralf Husmann, Hauptdarsteller: Rainer Bock (als Josef Asch). Erstausstrahlung: 11. Dezember 2019 (ARD)
- 2019: Der Milliarden-Maurer vom Rhein, Dokumentation (30 min.), Erstausstrahlung 11. Dezember 2019 (ARD).